# NGC 1672
NGC 1672 ist eine Balken-Spiralgalaxie mit aktivem Galaxienkern vom Hubble-Typ SBb im Sternbild Schwertfisch am Südsternhimmel. Sie ist schätzungsweise 51 Millionen Lichtjahre von der Milchstraße entfernt und hat einen Durchmesser von etwa 110.000 Lichtjahren.

NGC 1672 ist Namensgeberin einer kleinen Galaxiengruppe zu der NGC 1824, NGC 1688 und NGC 1703 gehören.
Die Typ-Ibc-Supernova SN 2017gax wurde hier beobachtet.

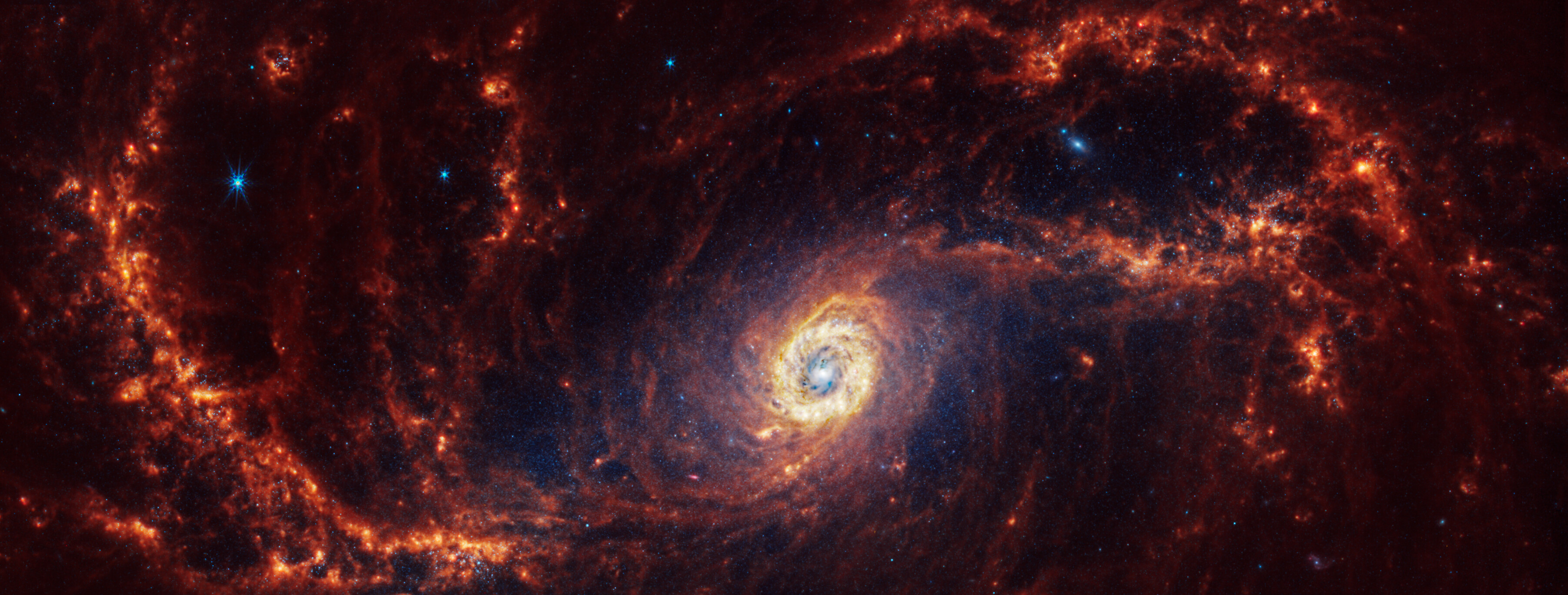
Infrarotaufnahmen mithilfe des James-Webb-Weltraumteleskops
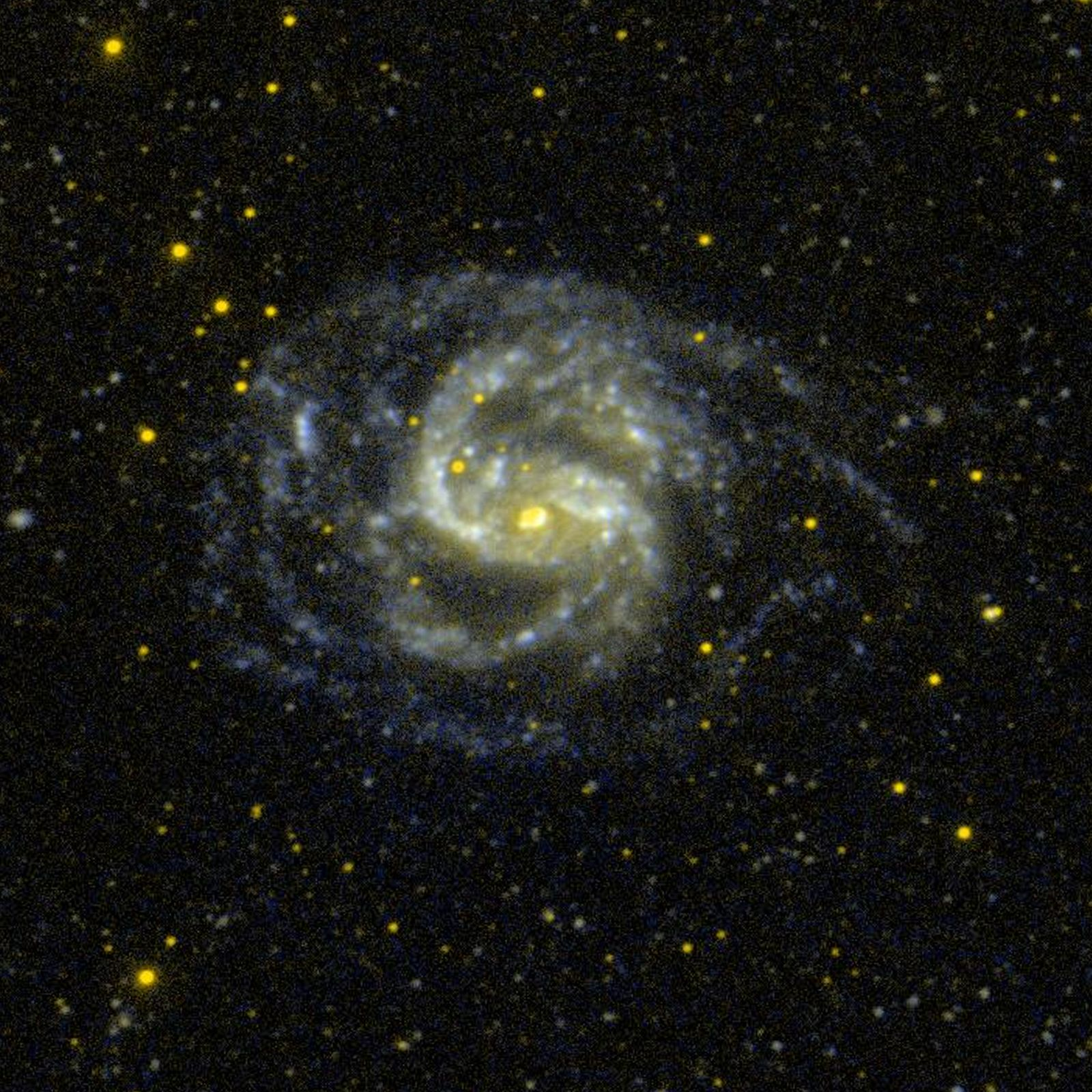
Ultraviolettaufnahme von NGC 1672, erstellt mithilfe des Teleskops GALEX
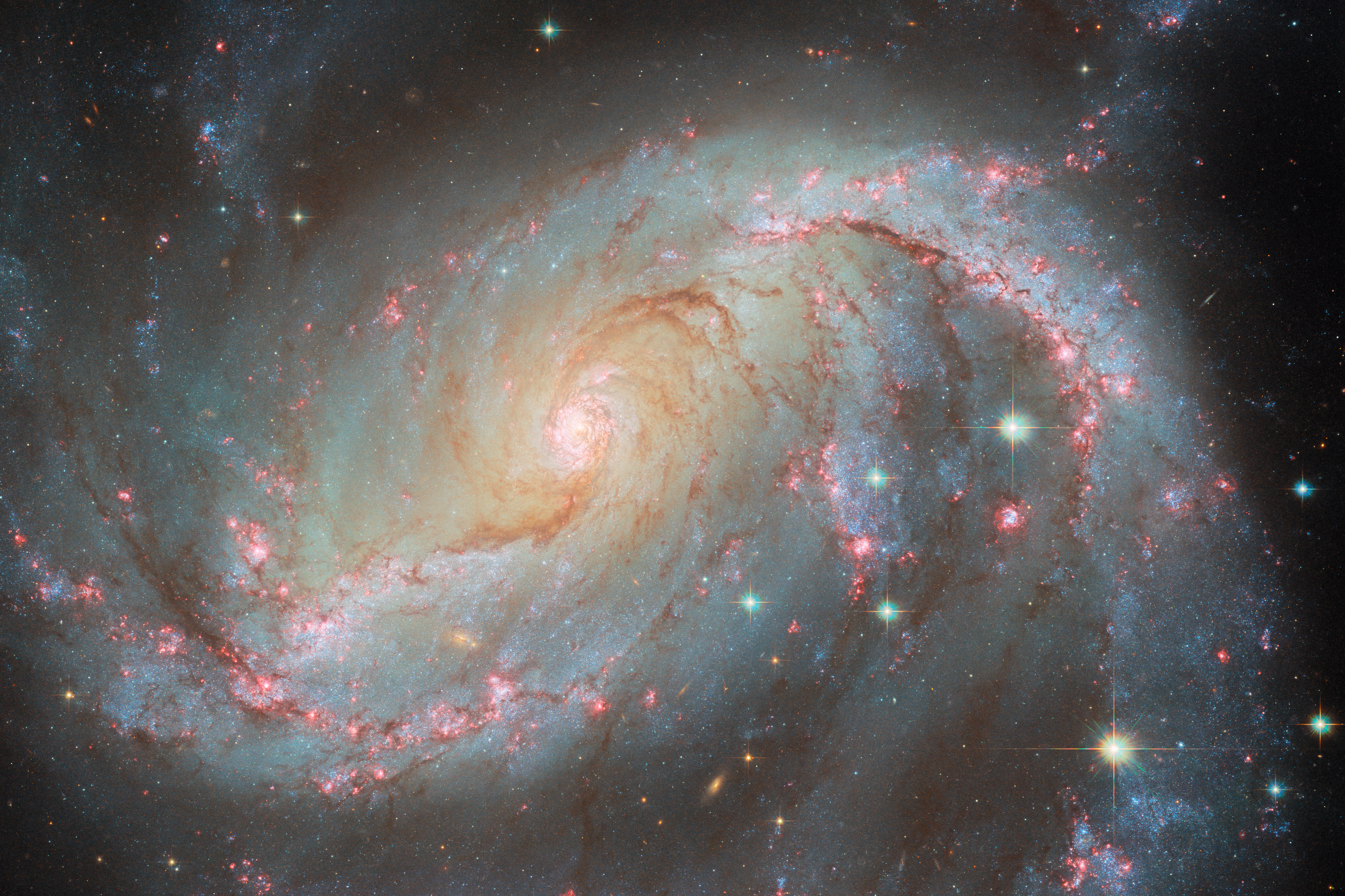
Hochaufgelöste Aufnahme des Zentrums von NGC 1672, erstellt mithilfe des Hubble-Weltraumteleskops
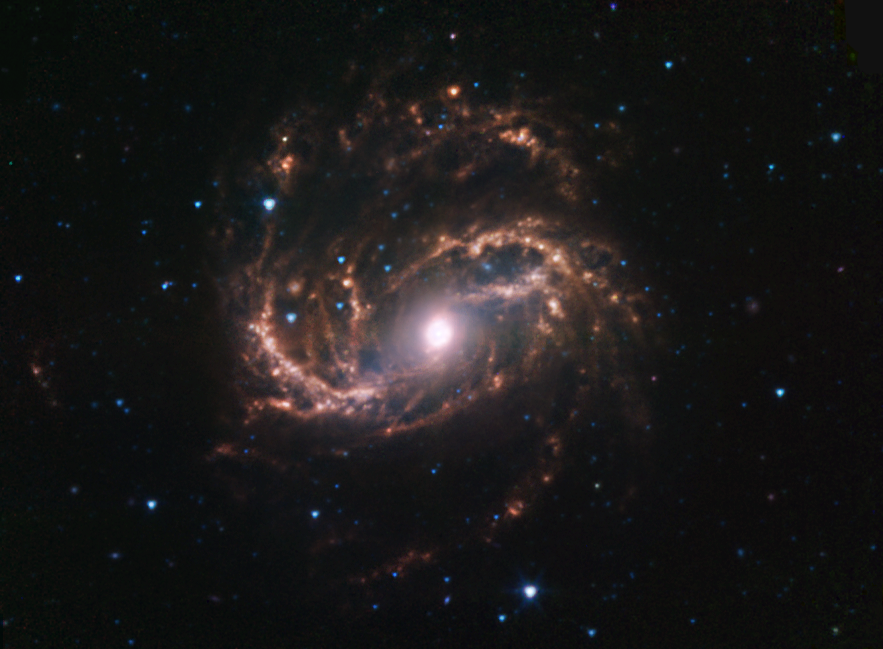
Infrarotaufnahme von NGC 1672, erstellt mithilfe des Spitzer-Weltraumteleskops

Das Objekt wurde am 5. November 1826 vom schottischen Astronomen James Dunlop entdeckt.

## NGC 1672-Gruppe (LGG 119)
| Galaxie   | Alternativname | Entfernung/Mio. Lj |
| --------- | -------------- | ------------------ |
| NGC 1672  | PGC 15941      | 51                 |
| NGC 1688  | PGC 16050      | 47                 |
| NGC 1703  | PGC 16234      | 60                 |
| PGC 15782 | ESO 118-34     | 43                 |
| PGC 15966 | ESO 158-3      | 35                 |
| PGC 16309 | ESO 85-14      | 54                 |
| PGC 16567 | ESO 85-30      | 50                 |
| PGC 16172 | ESO 119-16     | 35                 |